# Garrulax albogularis

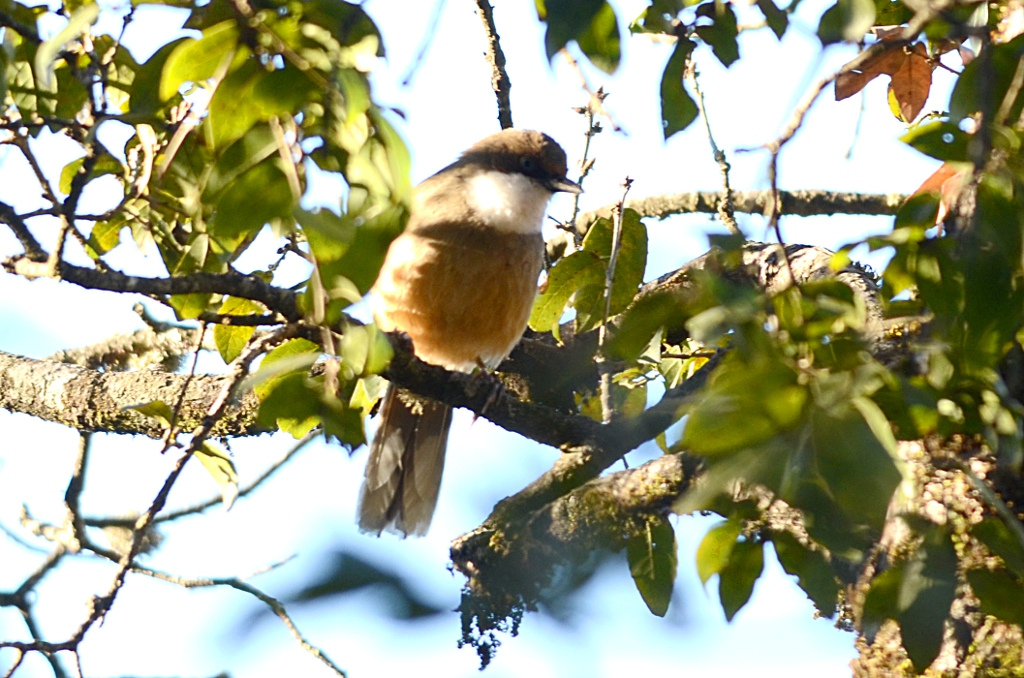
Garrulax albogularis en Pangot, Uttarkhand, India.

El charlatán gorjiblanco (Garrulax albogularis) es una especie de ave paseriforme de la familia Leiothrichidae propia de las montañas de Asia.
Se encuentra en las montañas del sur de Asia, principalmente en el Himalaya y sus las estribaciones orientales. Habita en  Bután, India, Nepal, China, Pakistán y Vietnam. Su hábitat natural es el bosque húmedo de montaña subtropical.